# Разночинцы
Разночи́нцы («люди разного чина и звания») — юридически не вполне оформленная категория населения в Российском государстве XVII—XIX вв. Разночинцем называлось лицо, не принадлежащее ни к одному из установленных сословий: не приписанное ни к дворянству, ни к купечеству, ни к мещанам, ни к цеховым ремесленникам, ни к крестьянству, не имевшее личного дворянства или духовного сана.

## Категория населения в праве
В точном юридическом смысле к категории разночинцев относились несколько групп лиц. К разночинцам причислялись низшие придворные, статские и отставные воинские служители, которые не записывались ни в купечество, ни в цехи. До установления сословия почётных граждан (указ 29 апреля 1818 года) к разночинцам относились дети личных дворян.
Законодательство XVII—XVIII веков стремилось сосредоточить разночинцев в посадах. Разночинцы считались лицами податного состояния, но заемные обязательства они могли давать и брать на тех же основаниях, что дворяне и чиновники (Устав о банкротстве 1800 года). В Своде законов Российской империи термин «разночинцы» встречался один раз.

## Интеллигенция
В повседневном обиходе разночинцами назывались лица, которые получили образование, благодаря ему были исключены из того непривилегированного податного сословия, в котором находились раньше, или не могли принадлежать к податному состоянию, при этом не состояли на действительной службе, как правило, имели право ходатайствовать о предоставлении им почётного гражданства, но не оформили его. К разночинцам в этом смысле относились выходцы из духовенства, купечества, мещанства, крестьянства, мелкого чиновничества. Значительную долю среди разночинцев составляли отставные солдаты и солдатские дети.
Получение образования без службы государству означало для разночинцев не только отрыв от прежней социальной среды, но и необходимость существовать на доходы от своих личных занятий, в основном от умственного труда. В этом смысле термин «разночинцы» употреблялся в XIX веке как синоним термина интеллигенция, поскольку в этот период происходил быстрый рост слоя образованных людей в целом, значительная часть интеллигентов была разночинцами, таким образом формировался разночинский слой (слой разночинной интеллигенции).
В художественной литературе и публицистике того времени разночинцы часто противопоставлялись дворянам. Они воспринимались не только как социальный слой, но и как носители новой идеологии — либеральной, демократической, прогрессивной, революционной, социалистической или нигилистической. Определённая их часть была сторонниками радикальных политических преобразований. Литературные выразители этих идей назывались писателями-разночинцами. К политическим их представителям относили «революционных демократов» и народников. В частности, фиксируя установившееся представление о социальном и идеологическом делении, В. И. Ленин при периодизации истории русского революционного движения назвал вторую половину XIX века (приблизительно 1861—95) «разночинским, или буржуазно-демократическим этапом освободительной борьбы в России». В советской историографии эта характеристика разночинской интеллигенции стала общеобязательной.

## Известные разночинцы
- Михаил Достоевский, сын священника, отец Ф. М. Достоевского;
- Виссарион Белинский, сын врача и внук священника;
- Николай Надеждин, сын сельского священника;
- Николай Чернышевский, сын священника;
- Николай Добролюбов, сын священника;
- Николай Помяловский, сын дьякона;
- Максим Антонович, сын дьячка;
- Илья Репин.

### Литературные герои — разночинцы
- Евгений Базаров из романа И. С. Тургенева «Отцы и дети», сын врача;
- Родион Раскольников из романа Ф. М. Достоевского «Преступление и наказание», сын учителя, мещанин по происхождению (согласно письму Достоевского Каткову и черновикам романа).
- Егор Молотов и Михаил Череванин из романа Н. Г. Помяловского «Мещанское счастье», олицетворяют самопознания разночинского сословия шестидесятников[3]
- Рахметов из романа Н. Г. Чернышевского «Что делать?»[4]
- Марк Волохов из романа И. А. Гончарова «Обрыв».